# وکیل‌آباد (کشکوئیه)
وکیل‌آباد یک روستا در ایران است که در بخش کشکوئیه شهرستان رفسنجان واقع شده‌است. وکیل‌آباد ۲۴ نفر جمعیت دارد.